# Витязь в тигровой шкуре
«Ви́тязь в тигро́вой шку́ре», также «Ви́тязь в ба́рсовой шку́ре», «Ры́царь в тигро́вой шку́ре» (груз. ვეფხისტყაოსანი, Вэпхисткаосани, досл. Тигровошкурый) — эпическая поэма, написанная на грузинском языке Шотой Руставели в XII веке, вероятнее всего, между 1189 и 1212 годами.

## История
Поэма «Витязь в тигровой шкуре» в своём изначальном виде не дошла до современного времени. На протяжении веков текст поэмы претерпел определённые изменения в руках продолжателей — подражателей и множества переписчиков. Сохранилось немало интерполированных позднейших редакций XVI—XVIII вв., и среди исследователей не прекращается спор как относительно содержания в целом, так и относительно толкований отдельных мест произведения. Существует и продолжение поэмы, известное под именем «Оманиани». Из всех редакций поэмы «Витязь в тигровой шкуре» канонизированной и наиболее распространённой является так называемая Вахтанговская редакция, отпечатанная в Тбилиси в 1712 году царём Вахтангом VI и снабжённая специальными комментариями. Новых изданий поэмы насчитывается до тридцати, но за исключением двух, все они, в сущности, являют в большей или меньшей степени повторение Вахтанговского издания. Философско-религиозные воззрения Руставели официальная церковь того времени признавала еретическими; она открыла гонения против поэмы.
Доныне остаётся неразрешённым и вопрос, откуда Руставели заимствовал сюжет своей поэмы. В литературе было высказано четыре[прояснить] мнения: первое основывается на словах самого Руставели, который в 16-й строфе поэмы заявляет, что «он нашёл персидский рассказ и переложил его стихами, словно крупную жемчужину, переходящую из рук в руки»; однако персидский оригинал, несмотря на все поиски, до сих пор не найден. Персидский рассказ, о котором говорит Руставели, по всей видимости, является пересказом индийского эпоса «Рамаяна», совпадающего с поэмой «Витязь в тигровой шкуре» как в целом, в основной сюжетной линии, так и во множестве мелких деталей.
Второе мнение впервые было высказано профессором Д. И. Чубиновым, который доказывает, что Руставели не заимствовал сюжета «Витязя в тигровой шкуре» у восточных писателей; она создана им самим и направлена к прославлению царицы Тамары.
Третье мнение принадлежит А. Хаханову: сравнивая стихи Руставели с народными песнями о Тариэле, он предположил, что искусственная поэма XII века имеет своим основанием народную поэзию, подобно тому, как «Фауст» и «Гамлет» восходят к средневековым народным традициям. Руставели воспользовался народным сказанием для изображения великой исторической эпохи. Сопоставление обращающихся среди грузинского народа песен о Тариэле с поэмой Руставели, где главным героем является Тариэл, обнаруживает безусловное их сходство в общем сюжете и в деталях.
С другой стороны, сравнение жизни Тамары с событиями, описываемыми в поэме, даёт повод думать, что под именем главной героини, Нестан-Дареджан, скрывается сама Тамара. Можно думать, что поэт намеренно перенёс сюжет «Витязя…» в идеальную местность — «в Индию, Аравию, Китай» — с целью отвести читателя от догадок и скрыть свою любовь, «для которой нет лекарства…».
Хотя есть предположения, что события, описанные в поэме, перенесены в другие страны, дабы показать, что этнические различия между народами несущественны и эта история могла произойти в любой другой стране, не только в Грузии.
Также стоит отметить, что историк Александр Гогун утверждает, что Одним из самых важных факторов здесь является то обстоятельство, что Руставели не упоминал царицу Тамар. В самой ранней рукописи поэмы «Витязь в тигровой шкуре», переписанной Мамукой Тавакаришвилии по указанию мегрельского князя Левана II Дадиани в 1646 году, нет тех самых строф, в которых есть упоминание царицы Тамары. Строфы с упоминанием царицы Тамары встречаются только в позднейших рукописях, то есть, царицу упомянули переписчики только в середине XVII века. На первой миниатюре рукописи Тавакаришвили Руставели диктует самому Тавакарашвиши, а наверху — Леван II Дадиани. Это еще больше прибавляет вопросов по времени написания поэмы и выступает в подтверждение свидетельств о ее многократном перепесывании.

## Сюжет
Фабула поэмы «Витязь в тигровой шкуре» сводится к следующему: именитый, но пожилой царь Аравии — Ростеван, не имея сына-наследника, возводит на престол свою единственную дочь — прелестную и умную Тинатин, которая питала любовь к юному полководцу по имени Автандил…

Главный герой поэмы — Тариэл (иногда: Тариел). Он был сыном амирбара (полководца), царя Индии Фарсадана.
…Этот витязь неизвестный,
Молчаливый и понурый,
Был одет поверх кафтана
Пышною тигровой шкурой.
Плеть в руке его виднелась,
Вся окованная златом,
Меч был к поясу привешен
На ремне продолговатом…

## Поэтика
Руставели является законодателем и непревзойдённым мастером господствовавшего в древней Грузии поэтического метра, называемого шаири, — шестнадцатисложного стиха. Руставели пользуется двумя видами этого метра: высоким (4+4+4+4) и низким (5+3+5+3). Разнообразие видов метра в поэме увязывается с определённым порядком рифмической системы. Четверостишья поэмы (числом до 1500; а по изданию академика Броссе, поэма имеет 1637 строф, по 16 слогов в стихе) изобилуют аллитерациями, повышающими её органическую музыкальность.
Поэтическому строю Руставели характерна художественная чёткость его метафоры. Строфы поэмы насыщены сложными и развёрнутыми метафорическими рядами. И во всей этой сложности руставелевской поэтики доминируют простота языка, идейная глубина и художественная непосредственность.
Примечательна ars poetica («искусство поэзии» — лат.) Руставели, данная в знаменитом прологе поэмы. Для поэта бесспорны высокое общественное назначение и идейная ценность поэзии. Руставели защищает преимущество эпического жанра перед лирическим, годным, по его мнению, лишь для «увеселений, ухаживаний и забав». Подлинный поэт, по его воззрениям, — эпик, творец крупных повествований.

## Анализ

### Политические взгляды автора
Поэма «Витязь в тигровой шкуре» во всей её сложности отображает эпоху грузинского феодализма, известного под названием «патронкмоба» (патронат). Главные и идеальные герои поэмы — Тариэл и Автандил, это типы преданных и почтительных «кма» — вассалов, бескорыстных служителей своего патрона, воспитанных и степенных, глубокомысленных царедворцев, храбрых и самоотверженных рыцарей.
В поэме идеализируются преданность вассала и долг перед царём — высшим патроном. Непосредственные вассалы царя, царедворцы и прочие вельможи или знатные люди также обладают собственными подданными вассалами-вельможами (как, например, Автандил, Тариэл и др.). Таким образом, общественность, отображённая в поэме, является как бы звеном патронатских или, вернее, сюзеренно-вассальных взаимоотношений, Руставели романтизирует гуманистические формы этих взаимоотношений: «лучше всякой влюбленной четы взаимно любящие друг друга сюзерен и вассал», заявляет он. Автор намеренно предупреждает читателей: «служба своему сюзерену (патрону) никогда не пропадёт напрасно». Но поэт приемлет сюзеренов лишь «родимыми, сладкими, благомилостивыми, уподобляющимися небу, источающему милость».
Руставели — ярый поборник гуманистического монархизма, зиждущегося на началах сюзеренно-вассальных взаимоотношений и династического легитимизма. Одним из центральных мотивов поэмы являются культ рыцарства, воинская доблесть и мужество. Идеализируемый поэтом герой-рыцарь предан и самоотвержен в дружбе и в товариществе. Дружба и товарищество — основа рыцарского правопорядка; солидарность и самопожертвование — лелеемый идеал Руставели. Рыцари бескорыстно и безвозмездно защищают торговцев от пиратов и разбойников, с величайшим почтением и уважением относятся к женщине, покровительствуют и помогают вдовам и сиротам, нуждающимся, неимущим. Руставели проповедует щедрость, равномерную милость «к великим и малым», «так как солнце одинаково озаряет своими лучами и розы и помет». Он ратует за свободный «выбор в супруги». Воспевая любовь, чуждую корыстолюбивых чувств, Руставели страстно осуждает бессердечие и необузданные сексуальные вожделения. Примечательно, что и руставелевской любви — «миджнуроба» — присущи формы патронатских (сюзеренно-вассальных) взаимоотношений. Любимая женщина по своему положению является наивысшим патроном-сюзереном, влюблённый же витязь лишь «всепреданнейший» вассал-слуга (кма).

### Религиозные взгляды
Руставели — художник-мыслитель. Ему чужды и христианско-клерикальный догматизм средневекового Запада, и мистицизм персидского суфизма, и официальный ислам. Он не отвергает ни одно из известных ему вероучений. Философско-религиозное мышление Руставели, судя по тексту созданной им поэмы, носит на себе следы сильного влияния неоплатонизма. Несколько раз в тексте упоминается Коран (им клянутся и т. д.) Упомянута поэма "Абдул Мессия" (раб Мессии"). Автор прямо не выражает свои религиозные взгляды, однако обращает на себя внимание практически отсутствие упоминаний о христианских догматах, таких как Троица и других.

### Композиция
Для композиции поэмы характерен динамический драматизм, ведущий зачастую к неожиданным ситуациям. Поэма почти полностью лишена сказочных фантастических элементов: подлинные, человечески-земные, сильные переживания живых людей показаны жизненно правдиво, художественно-непосредственно, убедительно. Каждый герой поэмы, будь то главный либо второстепенный, выявляется в наиболее типических чертах. В этом отношении каждая, даже и малейшая деталь у поэта закономерна. Таковы основные образы поэмы — Нестан-Дареджан, Тинатин, Асмат, Тариэл, Автандил, Фридон, Шермадин, ставшие нарицательными, наиболее популярными именами в Грузии.
В развёртывании сюжета поэт пользуется приёмом контрастирования: различные социальные слои и художественные образы мастерски противопоставляются друг другу с большим чувством меры.

### Афоризмы Руставели
Мудрые, глубокомысленные и вместе с тем лаконичные и образные афоризмы Руставели проникли в широкие народные массы, превратились в поговорки, в народную мудрость (и не только на грузинском языке). Эти афоризмы в форме лирических отступлений, эпистолярных обращений, далеки от моралистических сентенций. Они способствуют оживлению повествования, динамизируют стих, подчёркивают монументальность произведения. По архитектонике и композиции поэма «Витязь в тигровой шкуре» являет один из величественных образцов мировой литературы.
Значение поэмы заключается в её художественной обработке, психологическом анализе и щедро рассыпанных мудрых изречениях, которые и по прошествии 800 лет произносятся грузином с чувством особенного благоговения. Руставели призывает «освобождать рабов», провозглашает равенство полов («порождение льва остаётся львом, все равно, какого бы пола оно ни было»), взывает к щедрой милости: «что роздано тобой — твоё, что нет — потеряно». Личные заслуги он ставит выше знатного происхождения, славную смерть предпочитает позорной жизни, не терпит лживого человека, заявляя: «ложь и измена — две родные сестры». Подобные мысли сделали «Витязя в тигровой шкуре» воспитательной книгой для народа, а талантливая техника сделала её для грузин синонимом возвышенной и художественной поэзии.
Поэма Руставели «Витязь в тигровой шкуре» — один из величайших памятников мировой литературы. На протяжении столетий она была и продолжает оставаться одной из наиболее читаемых книг в Грузии, оказывая исключительное влияние на дальнейшее развитие грузинской литературы вплоть до наших дней.

## Публикации и переводы
После 1712 года поэма была несколько раз напечатана в Санкт-Петербурге и в различных городах Грузии. Существует более 50 изданий поэмы на грузинском языке.
В 1855 году в Москве появилась трагедия «Барсова кожа», написанная на русском языке, в стихах, царевичем Окропиром. Поэма Руставели в 1890 году была переделана К. Месхи в драму, которая была поставлена в Тифлисе. Стихотворный русский перевод отрывка из «Барсовой кожи» Ипполита Бартдинского напечатан в «Иллюстрации» (№ 6—7, за 1845 г.).
На русском языке существует пять опубликованных полных переводов поэмы, выполненных Константином Бальмонтом, Пантелеймоном Петренко (завершал Борис Брик), Георгием Цагарели, Шалвой Нуцубидзе и Николаем Заболоцким (включая полный адаптированный для юношества перевод: М. 1930 \ переизд.: М. 1983) Также существуют полные переводы С. Шатри, Н. Мзареулова и К. Ованова, которые пока ещё не опубликованы полностью. Переводы некоторых фрагментов принадлежат поэтам П. Антокольскому, В. Державину, И. Бардтинскому, Е. Евтушенко.
Английский историк, писатель и журналист, доктор философии по истории, специализирующийся на истории Российской империи и СССР Саймон Себаг-Монтефиоре  в книге «Сталин. Двор Красного монарха» красочно и подробно описывает встречу Сталина с Шалвой Нуцубидзе, посвящённую переводу поэмы Шоты Руставели. Нуцубидзе начал перевод, находясь в тюрьме. Сталин отдал приказ о его освобождении и пригласил к себе.
Первый перевод на английский язык был выполнен Марджори Уордроп и опубликован в Лондоне её братом Оливером Уордропом в 1912 году. Именно от Уордропа, готовившего первое издание английского перевода, узнал о существовании поэмы и прочитал её в английском переводе Бальмонт. Также полные переводы «Витязя в тигровой шкуре» существуют на немецком (Leist, «Der Mann im Tigerfelle», Лейпциг, 1880), французском («La peau de léopard», 1885), украинском («Витязь в тигровій шкурі», перевод Миколы Бажана, 1937), казахском («Жолбарыс тонды жиһанкез», Хамза Абдуллин), азербайджанском («Pələng dərisi geymiş pəhləvan», переводы Ахмеда Джавада, Самеда Вургуна, Мамеда Рагима), баскском («Zaldun tigrelarruduna», перевод Шабьера Кинтаны, 1999), польском,  арабском, армянском, испанском, итальянском, китайском, персидском и японском языках, а также на иврите и хинди.
На украинском языке существует три перевода поэмы. Первый перевод является прозаическим и сделан ещё в XIX веке, его автором является украинский учёный и общественный деятель Николай Гулак. Стихотворную обработку прозаического перевода Гулака начал осуществлять его двоюродный брат Александр Навроцкий, однако эта работа осталась незавершённой. Второй, самый полный поэтический перевод был осуществлён украинским советским писателем Миколой Бажаном и впервые издан в 1937 году. Третий — прозаический перевод Григория Халимоненко, впервые изданный в 1991 году.
На польском языке существуют два полных текста — переведённый Игорем Сикирыцким в 1960 году с русского перевода Николая Заболоцкого и перевод с грузинского оригинала (редакции царя Вахтанга VI), осуществлённый в 1976 году Ежи Загорским.
На осетинский язык «Витязь» был переведен дважды: первый перевод осуществил Мухтар Шавлохов, второй — поэт Георгий Бестауты.
В 2009 году был опубликован перевод поэмы на чувашский язык: «Тигăр тирĕпе витĕннĕ паттăр». В 2016 году в Афинах опубликован полный поэтический перевод Манолиса Митафиди на новогреческий язык «Ο Ιππότης με δέρμα τίγρη». Перевод был завершен в 1974 году, книга вышла через 42 года.
Перевод поэмы Шоты Руставели на киргизский язык, названный «Джолборс терисин кийген баатыр» – «Герой, одетый в тигровую шкуру») и выполненный выдающимся киргизским поэтом Алыкулом Осмоновым в 1938–1939 годах, был опубликован впервые в 1940 году в киргизской латинице, затем был еще переиздан в киргизской кириллице еще шесть раз (последний раз в 2010 году).
Отрывки из поэмы с 1930-х по 1980-н года часто переводились и многократно публиковались на всех языках народов СССР и стран Восточного блока.

## Персонажи
- Ростеван — царь Аравии
- Тинатин — дочь Ростевана, возлюбленная Автандила
- Автандил — полководец в Аравии, возлюбленный Тинатин
- Сограт — один из визирей Ростевана
- Тариэл — витязь в тигровой шкуре, возлюбленный Нестан-Дареджан
- Шермадин — слуга Автандила, руководивший вотчиной в его отсутствие
- Асмат — рабыня Тариэла, ранее рабыня Нестан-Дареджан
- Фарсадан — индийский царь
- Нестан-Дареджан — дочь Фарсадана, возлюбленная Тариэла
- Давар — колдунья, сестра Фарсадана, воспитательница Нестан-Дареджан, именно она организовала похищение племянницы
- Рамаз — властитель хатавов, побеждённый Тариэлом
- Нурадин-Фридон — правитель Мульгазанзара, друг Тариэла и Автандила
- Усам — капитан мореходов, которых Автандил спас от пиратов
- Мелик Сурхави — царь Гуланшаро
- Усен — глава торговцев Гуланшаро
- Фатьма — жена Усена, помогала спасти Нестан-Дареждан
- Дулардухт — царица Каджети
- Росан и Родья — племянники Дулардухт, за Ростана Дулардухт хотела выдать Нестан-Дареджан
- Рошак — военачальник Каджети

### Комментарии
1. ↑  Самый распространённый и устоявшийся вариант перевода названия. Под таким названиям поэма публиковалась в наиболее тиражируемом переводе Николая Заболоцкого, а также в переводах Георгия Цагарели, Шалва Нуцубидзе.
2. ↑  В переводе Константина Бальмонта.
3. ↑  Такое название встречается в некоторых[каких?] учебниках, монографиях и статьях.

## Публикации на русском языке
- Шота Руставели. Носящий барсову шкуру: Грузинская поэма XII в. / Пер. К. Бальмонта. — М. : Издательство М. и С. Сабашниковых, 1917. — 113 с.
- Шота Руставели. Витязь в тигровой шкуре: Поэма / Пер. К. Бальмонта. — М. : Academia, 1936. — 291 с.
- Шота Руставели. Витязь в тигровой шкуре / Пер. Г. Цагарели, под ред. Вл. Эльсинера. — М. : Гослитиздат, 1937. — 236 с. — 15 000 экз.
- Шота Руставели. Витязь в тигровой шкуре / Пер. П. Петренко при участии и под ред. Константина Чичинадзе; отв. ред. И. Орбели. — М.—Л. : Издательство Академии наук СССР, 1938. — 283 с.
- Шота Руставели. Витязь в тигровой шкуре: Поэма в стихах / Пер. Ш. Нуцубидзе, под ред. С. Городецкого. — М. : Художественная литература, 1941. — 320 с. — 10 000 экз.
- Народный сказ «Витязь в тигровой шкуре» / Литературная обработка Б. Корнеева. — Тбилиси : Заря Востока, 1941. — 46 с. — (Библиотечка грузинской художественной литературы; вып. VII).
- Шота Руставели. Витязь в тигровой шкуре / Пер. Н. Заболоцкого. — М. : Гослитиздат, 1957. — 291 с.
- Шота Руставели. Витязь в барсовой шкуре / Подстрочный пер. С. Иорданишвили. — Тбилиси : Литература да хеловнеба, 1966. — 330 с.
- Шота Руставели. Витязь в тигровой шкуре / Пер. К.Бальмонта, П.Петренко, Н.Заболоцкого. — Ленинград : Советский писатель, 1988. — 656 с. — (Библиотека поэта. Бол. серия. 3-е изд.). — 50 000 экз.
- Шота Руставели. Витязь в барсовой шкуре: Поэма / Пер. К. Бальмонта. — Тбилиси : Мерани, 1989. — 283 с.
- Шота Руставели. Вепхисткаосани (Витязь в тигровой шкуре). Подлинная история / Подстрочный пер. С. Иорданишвили. — Санкт-Петербург : Symposium, 2015. — 328 с. — 2000 экз.